# Sunay Erdem

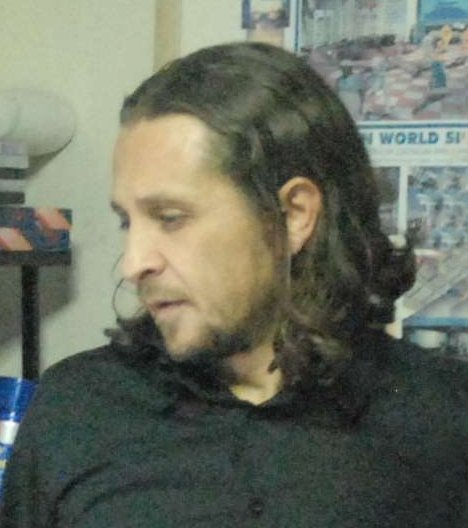
Sunay Erdem 2010.

Sunay Erdem, född 17 mars 1971, är en turkisk arkitekt och landskapsarkitekt. Han är en av Turkiets mest produktiva arkitekter i sin generation. Han vann turkiska National Architecture Award i kategorin Presentation of Ideas (2010). Sunay Erdem vann också turkiska National Landscape Architecture Awards 2009, 2010 och 2013. Ett av de viktigaste projekt som Sunay Erdem utvecklat är projektet för gränsen mellan USA och Mexiko.